# Disembolus solanus
Disembolus solanus är en spindelart som beskrevs av Alfred Frank Millidge 1981. Disembolus solanus ingår i släktet Disembolus och familjen täckvävarspindlar. Inga underarter finns listade i Catalogue of Life.